# 無肉日
無肉日的訴求是希望大眾能夠在一週間的固定某幾天能夠避免或不吃肉。而週一和週四是最普遍的選擇。另外還有一些無肉運動是鼓勵大眾一週、一個月或甚至永遠不吃肉。

## 歷史沿革
戒肉在歷史上主要是基於宗教理由 (例如: 週五齋戒日)。漢傳佛教主張在家信眾於至少於農曆每月初一、十五茹素，稱之為「朔望齋」，亦有於六齋日、十齋日茹素，以及於佛、菩薩的誕日茹素。循道衛理教會在大齋期期間，信眾普遍認為每週一日不吃肉是一種懺悔贖罪的方式。 普世聖公宗(美國聖公會) 以及羅馬天主教會的傳統也奉行週五齋戒日。 在歷史上， 聖公會和天主教國家會強制所有人民在大齋期的某些特定日全面禁止葷食。比方說在英國， 屠夫及餐館老闆受制於高額擔保費必須保證每週的週五及週六不得屠殺或販售肉品。 在東正教, 週三和週五是齋戒日。 在信義宗的歷史上，週五和週六是他們的齋戒日。
備戰時期所實施的糧食定量配給或在一些經濟蕭條的國家也有無肉日的規定。 (例如: 第一次世界大戰時，加拿大以及美國實施週二無肉日 ，同時也實施週三無麥日) 。
在波蘭人民共和國時期, 因為市場力量的趨動，政府鼓勵人民響應無肉日。他們的目標是減少肉品的消費，而鼓勵麵粉製品的消費。依照傳統，他們的無肉日是週五、週一或週三。

## 生態與社群
社會開始重新引進「無肉日」運動主要訴求是為了減少工業化養殖業，推動素食和維根純素生活，以達到減緩人為氣候變遷，同時增進人體健康和動物福利等。

### 非洲

#### 南非
- 開普敦 [10][11][12]

### 亞洲

#### 香港
- 香港蔬食協會舉辦之「香港無肉聚會」 [13]

#### 新加坡
- 新加坡素食協會發起之週四無肉日 [14]

#### 台灣
- 台北週一無肉日
[15]

### 中東

#### 巴基斯坦
Reportedly, Meatless Tuesdays and Wednesdays were observed in Pakistan, from Benazir Bhotto's era in the 1990 through part of the 21st century.  

### 歐洲

#### 比利時
- 根特[19][20]
- 哈瑟爾特[21]
- 梅赫倫

#### 德國
- 不來梅[22]
- 在2013年的德國聯邦議院選舉，德國聯盟90/綠黨的競選政見發表裡便發表推動蔬食日的宣言，因此引發各界議論稱之為「溫和的專制主義」

#### 挪威
- 挪威國防軍
[23][24]

#### 瑞士
- 瑞士素食協會(Swissveg)發起之週四無肉日[25]

### 北美洲
- 洛杉磯市政府宣布每週週一皆為 「無肉日」。響應的單位有:
- 所有巴爾的摩公立學校，加州奧克蘭聯合學區
- 維吉尼亞州阿靈頓各學區
- 紐約歐奈達各學區
- 科羅拉多州的朗蒙特各學區
- 舊金山市
- 馬里蘭州的塔科馬帕克市和安納波利斯市
- 加州馬林縣
- 華盛頓哥倫比亞特區議會[26][27]

## 其他參考
- Awareness day
- Friday Fast
- List of food days
- List of food weeks
- List of food months
- 週一無肉日
- List of vegetarian festivals
- Vegetarian week
- 世界純素食日
- 世界素食日